# Chikkagunjal, Kundgol
Chikkagunjal là một làng thuộc tehsil Kundgol, huyện Dharwad, bang Karnataka, Ấn Độ.